# Union des syndicats d'assainissement du Nord
L'Union des syndicats d'assainissement du Nord ou « USAN » est un syndicat mixte groupant dans le nord de la France 7 « Syndicats Intercommunaux » responsables de l'Hydraulique agricole (drainage/irrigation) et de la gestion des eaux de surface (curage des watringues et drainage agricole en particulier) avec l'objectif de lutter contre les inondations.
À titre d'exemple, l'USAN a dépensé rien qu'en 2002, 162 000 € pour restaurer des berges dégradées par les rats musqués et les crues. 

## Histoire
Cette institution a été créée par arrêté préfectoral le 17 août 1966, qui la rend compétente pour  1 105 km de cours d'eau des territoires de Flandre intérieure et plaine de la Lys (116 354 hectares sur les bassins versants de l’Yser et de la Lys), avec adhésion obligatoire de 114 communes des arrondissements de Dunkerque et Lille (abritant 340 000 habitants).

## Administration
- siège : Mairie de Radinghem-en-Weppes
- Présidence : Étienne Bajeux
- Bureau : 14 membres,
- Comité Syndical : 40 membres.
- Services administratif et technique : 30 personnes

## Schéma d'aménagement et de gestion des eaux de l'Yser
L'USAN met en place le schéma d’Aménagement et de gestion des eaux (SAGE) de l'Yser, un document de planification ayant pour objectif d'atteindre le bon état écologique du fleuve. Ce SAGE se compose de plusieurs documents : un plan d’aménagement et de gestion durable (PAGD) qui s’impose à l’administration et aux documents d’urbanisme, un règlement qui s’impose aux tiers (personnes publiques et privées), un programme d’actions, une évaluation et une déclaration environnementales.
Le périmètre du SAGE de l’Yser a été défini par arrêté préfectoral le 8 novembre 2005. Il délimite 39 communes du département du Nord comprises dans le bassin versant de l’Yser, qui sont :
| Arnèke Bambecque Bavinchove Boeschepe Bollezeele Broxeele Buysscheure Cassel Eecke Esquelbecq Godewaersvelde Hardifort Herzeele | Hondeghem Hondschoote Houtkerque Lederzeele Ledringhem Noordpeene Ochtezeele Oost-Cappel Oudezeele Oxelaere Rexpoëde Rubrouck Sainte-Marie-Cappel | Saint-Sylvestre-Cappel Staple Steenvoorde Terdeghem Volckerinckhove Wemaers-Cappel West-Cappel Winnezeele Wormhout Wylder Zegerscappel Zermezeele Zuytpeene |

### Zones humides du SAGE
111 zones humides ont été identifiées comme prioritaires par le SAGE de l'Yser.

## Le rat musqué
Cet animal (Ondatra zibethicus) dégrade les berges raides des fossés et cours d'eau qui drainent les zones agricoles de cette région et s'attaque aux champs (céréales, maïs et pommes de terre, betterave).
L'USAN coordonne la lutte contre le rat musqué sur son territoire et en lien avec ses homologues belges (flamands et wallons) depuis avril 1968. Cette espèce invasive a colonisé les cours d'eau du nord de la France et de la Belgique dans les années 1960 à partir d'animaux échappés d'élevages ou relâchés par des éleveurs alors que le cours de la fourrure chutait. 

Le piégeage qui demande une grande main d'œuvre et une présence constante sur le terrain se pratique de moins en moins, au profit de la lutte chimique (poisons) théoriquement pratiquée sous le contrôle du Service régional de la protection des végétaux (SRPV) de Loos-en-Gohelle et de la police de l'eau organisée par la DIREN.

Les deux méthodes n'ont pas été assez efficaces pour enrayer la progression du rat musqué ni pour l'éradiquer une fois installé. Des centaines de milliers d'appâts empoisonnés sont diffusés et souvent perdus dans la nature (lors des inondations notamment). Le nombre d’appâts a fortement diminué (divisé par 2 ou plus selon les lieux) pour un nombre de prises par piégeage équivalent ou augmenté ; par exemple : 4 à 5000 rats musqués piégés par an en Flandre occidentale.
L'USAN bénéficie, dans le cadre du projet Lutanuis  de financements Interreg III. Ce projet, dont le chef de file est le Groupement Intercantonal de Lutte contre le Rat Musqué de Bourbourg, vise notamment à mieux synchroniser la lutte des deux côtés de la frontière franco-belge et produire des « indicateurs fiables et communs à toute la zone ».